# Quilly, Ardennes

Quilly este o comună în departamentul Ardennes din nordul Franței. În 1 ianuarie 2022 avea o populație de 66 de locuitori.